# Sathima Bea Benjamin
Beatrice "Sathima Bea" Benjamin (17 tháng 10 năm 1936 – 20 tháng 8 năm 2013) là một ca sĩ và nhà soạn nhạc Nam Phi. Bà có khoảng thời gian gắn bó 45 năm ở thành phố New York.

## Cuộc đời
Cô sinh ra với tên khai sinh là Beatrice Bertha Benjamin ở Claremont, Cape Town, Nam Phi; cha cô, Edward Benjamin, đến từ đảo St. Helena ngoài khơi bờ biển Tây Phi, và mẹ cô, Evelyn Henry, có nguồn gốc từ Mauritius và Philippines. Khi còn là một thanh niên, cô đầu tiên biểu diễn âm nhạc trong các cuộc thi tài năng tại rạp hát địa phương. Vào những năm 1950, cô đã hát ở nhiều câu lạc bộ đêm, nhà hát cộng đồng và các sự kiện xã hội, biểu diễn với các nghệ sĩ dương cầm nổi tiếng ở Cape Town như Tony Schilder và Henry February. 
Ở tuổi 21, cô tham gia chương trình du lịch của Arthur Klugman, "Colored Jazz and Variety", trong một chuyến lưu diễn ở Nam Phi. Khi sản xuất thất bại, cô thấy mình bị mắc kẹt ở Mozambique, nơi cô gặp nghệ sĩ kèn saxophone Nam Phi Kippie Moeketsi. Năm 1959, cô trở lại với nhạc jazz đang phát triển mạnh mẽ của Cape Town, nơi cô gặp nghệ sĩ piano Dollar Brand (sau này được biết đến với cái tên Abdullah Ibrahim), người mà cô sẽ kết hôn vào năm 1965. Cùng năm đó cô thu âm bản nhạc jazz đầu tiên trong lịch sử ở Nam Phi. Bài hát có tiêu đề My songs for you.

## Sự  nghiệp
Năm 2000, người đóng sách cũ ở Đan Mạch và người hâm mộ nhạc kịch Lars Rasmussen ở Nam Phi đã xuất bản một bộ sưu tập các bài tiểu luận và một đĩa nhạc của Benjamin trong Sathima Bea Benjamin: Embracing Jazz (Copenhagen, 2000). Nó chứa hai đĩa đơn của Sathima: Cape Town Love và một bộ sưu tập nhạc Jazz với các bức ảnh.
Album SongSpirit của cô, được phát hành vào ngày 17 tháng 10 năm 2006 để kỷ niệm sinh nhật lần thứ 70 của mình. 
Tháng 12 năm 2008, cô biểu diễn tại Nhà hát Apollo vào cuối buổi hòa nhạc Bricktop tại Apollo, do đạo diễn phim Jordan Walker-Pearlman tổ chức. Cô đã hát bài "Someone to Watch Over Me".